# Wesley Carvalho
Wesley Oliveira de Carvalho (Itapetinga, 4 giugno 1974) è un allenatore di calcio brasiliano.

## Carriera
Nato ad Itapetinga, Carvalho ha giocato come portiere nel settore giovanile del Vitória, dove ha fatto da riserva a Dida durante la Copa São Paulo de Futebol Júnior del 1993. Non ha mai giocato a livello professionistico nel corso della sua carriera.
Dal 1997 al 2003 ha fatto parte dello staff dei preparatori per i portieri del Vitória, club dove in seguito ha diretto l'Under-17 e l'Under-20. Il 20 maggio 2015 è stato nominato allenatore ad interim della prima squadra dopo le dimissioni di Claudinei Oliveira; ha lasciato l'incaricao poche settimane dopo, con tre vittorie in quattro partite in Série B.
Il 2 maggio 2017 è devenuto nuovamente tecnico ad interim sostituendo l'esonerato Argel Fucks. Più tardi nello stesso mese ha vinto il Campionato Baiano ed è stato assunto dal Palmeiras per la propria squadra under-20. In ottobre è diventato assistente di Alberto Valentim per la prima squadra, ma è tornato al suo ruolo originario prima dell'inizio della stagione del 2018.
Nel luglio 2018 è stato allenatore ad interim del Palmeiras per una sola partita, vinta 3-0 contro il Paraná. Il 24 agosto 2021 ha lasciato il club con una rescissione consensuale.
Il 25 gennaio 2022 è stato annunciato come nuovo allenatore della squadra Under-20 del Santos, ma il 9 febbraio seguente ha deciso di rinunciare all'incarico per andare nell'Under-23 dell'Athl. Paranaense. Il 5 maggio, in seguito alle dimissioni di Maurício Souza e Bruno Lazaroni, è stato nominato allenatore ad interim per un incontro.
Originariamente assistente della prima squadra nel 2023, Carvalho è stato nominato tecnico ad interim il 16 giugno 2023, dopo l'esonero di Paulo Turra. In seguito è stato confermato sulla panchina del club rossonero.

## Statistiche

### Statistiche da allenatore
Statistiche aggiornate al 4 febbraio 2025. In grassetto le competizioni vinte.
| Stagione        | Squadra         | Campionato      | Campionato | Campionato | Campionato | Campionato | Coppe nazionali | Coppe nazionali | Coppe nazionali | Coppe nazionali | Coppe nazionali | Coppe continentali | Coppe continentali | Coppe continentali | Coppe continentali | Coppe continentali | Altre coppe | Altre coppe | Altre coppe | Altre coppe | Altre coppe | Totale | Totale | Totale | Totale | % Vittorie | Piazzamento |
| Stagione        | Squadra         | Comp            | G          | V          | N          | P          | Comp            | G               | V               | N               | P               | Comp               | G                  | V                  | N                  | P                  | Comp        | G           | V           | N           | P           | G      | V      | N      | P      | %          | Piazzamento |
| --------------- | --------------- | --------------- | ---------- | ---------- | ---------- | ---------- | --------------- | --------------- | --------------- | --------------- | --------------- | ------------------ | ------------------ | ------------------ | ------------------ | ------------------ | ----------- | ----------- | ----------- | ----------- | ----------- | ------ | ------ | ------ | ------ | ---------- | ----------- |
| gen.-feb. 2025  | Cruzeiro        | M1/MG+A         | 2+0        | 2+0        | 0+0        | 0+0        | CB              | -               | -               | -               | -               | CS                 | -                  | -                  | -                  | -                  | -           | -           | -           | -           | -           | 2      | 2      | 0      | 0      | 100,00&    | Ad interim  |
| Totale carriera | Totale carriera | Totale carriera | 2          | 2          | 0          | 0          |                 | -               | -               | -               | -               |                    | -                  | -                  | -                  | -                  |             | -           | -           | -           | -           | 2      | 2      | 0      | 0      | 100,00     |             |

## Palmarès

### Allenatore
- Campionato Baiano: 1

Vitória: 2017